# Хмели (Пермский край)
Хмели — деревня в составе Савинского сельского поселения Пермского района в Пермском крае.

## Географическое положение
Деревня расположена непосредственно к востоку от посёлка Песьянка, центра сельского поселения, примыкая к границам Перми.

## Климат
Климат умеренно континентальный, характеризующийся морозной продолжительной зимой и тёплым коротким летом. Июльские температуры колеблются в пределах +18 °C, январские в пределах −15 °C. Среднегодовое количество осадков составляет 442 мм, большая их часть приходится на тёплый период с апреля по октябрь. Преобладающее направление ветра — юго-западное. Высота снежного покрова 55-80 см. Снег на полях лежит 165—170 дней.

## История
Первое упоминание о деревне встречается в 1780. В ней проживал Сергей Хмелев, с которого, по словам старожилов, и пошло её название. В переписи 1869 деревня имела 8 дворов, 45 чел. В 1930 году в деревне было уже 23 двора и 115 жителей. С 1958 до 1995 Хмели находились в черте Перми. На территории деревни более 50 лет действует питомник «Хмели».

## Население
Постоянное население составляло 252 человека в 2010 году, 203 в 2016 году.